# چارلز اف. ویلر
چارلز اف. ویلر (انگلیسی: Charles F. Wheeler؛ ۱۵ دسامبر ۱۹۱۵ – ۲۸ اکتبر ۲۰۰۴) یک مدیر فیلم‌برداری اهل ایالات متحده آمریکا بود. 